# Sérou
Sérou è un arrondissement del Benin situato nella città di Djougou (dipartimento di Donga) con 11.868 abitanti (dato 2006).